# 約翰·博奇里

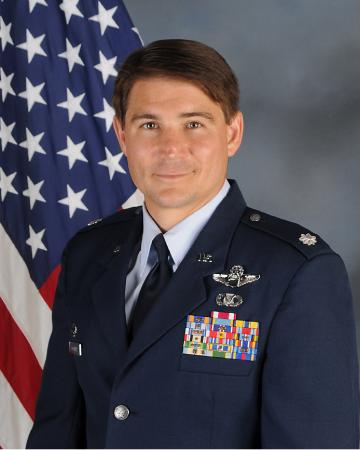
約翰·博奇里中校軍裝照

約翰·博奇里（英語：John Boccieri；1969年10月5日—），美國國會議員，美國空軍預備役中校，於2009年至2011年間擔任俄亥俄州第16選舉區選出的美國眾議院議員，黨籍為民主黨。